# Alphonse Pedebidou
Adolphe Pedebidou est un homme politique français né le 16 décembre 1854 à Tournay (Hautes-Pyrénées) et décédé le 25 mars 1925 à Saint-Benoît (Vienne)

## Biographie
Médecin, il est élu député républicain en 1893. Il passe au Sénat en 1900. Ses interventions portent essentiellement sur l'exercice de la médecine, les stations thermales et climatiques et les sujets intéressant son département. Il est président du conseil général des Hautes-Pyrénées en 1903.
Il a fondé le syndicat des stations minérales et climatiques.
Il meurt en 1925 dans un accident ferroviaire, son train étant tombé dans la Clain, à proximité de Poitiers.

## Sources
- « Alphonse Pedebidou », dans le Dictionnaire des parlementaires français (1889-1940), sous la direction de Jean Jolly, PUF, 1960 [détail de l’édition]
- https://www.senat.fr/senateur-3eme-republique/pedebidou_adolphe1079r3.html